# Marco Seiffert
Marco Seiffert (* 24. April 1971 in West-Berlin) ist ein deutscher Moderator im Radio, im Fernsehen und bei Veranstaltungen.

## Leben
Zunächst war Marco Seiffert – parallel zum Politologiestudium – als freier Mitarbeiter bei Berliner Lokalzeitungen wie dem "Der Nord-Berliner" tätig, wo er auch ein Volontariat absolvierte. 1998 wechselte er als Redakteur und Reporter zum Jugendradiosender Fritz vom Rundfunk Berlin-Brandenburg (RBB) (bis 2003: ORB/SFB). Bis 2006 moderierte er die Sendungen Die Radiofritzen am Morgen und Blue Moon. Seit 2006 ist er Moderator beim RBB-Sender Radio Eins. Dort moderiert er gemeinsam mit Tom Böttcher die Sendungen Der Schöne Morgen. Außerdem ist er als Reporter im Einsatz.
Für den Hörfunk der ARD war er 2004 als Reporter bei den Olympischen Spielen in Athen. Im rbb Fernsehen moderierte er 2008, 2009, 2010 und 2011 den Karneval der Kulturen. Auch bei Live-Veranstaltungen ist Seiffert als Moderator im Einsatz, u. a. bei den Heimspielen der Basketballer von Alba Berlin, beim Tag der offenen Tür in verschiedenen Bundesministerien und für verschiedene Unternehmen.
Am 22. Januar 2010 gewann er bei der RTL-Sendung Wer wird Millionär? 125.000 Euro. Am 17. September 2010 wurde eine von Seiffert und Tom Böttcher moderierte Ausgabe der Radio-Eins-Sendung Der Schöne Morgen mit dem Deutschen Radiopreis in der Kategorie „Beste Morgensendung“ ausgezeichnet. Vom 20. September 2011 bis zum Sommer 2012 moderierte er die wöchentliche politische Talksendung Klipp & Klar im rbb Fernsehen. Von September 2012 bis März 2017 gehörte er zum Moderatoren-Team des rbb-Fernsehmagazins zibb. Von September 2017 bis September 2019 präsentierte Seiffert zusammen mit Britta Steffenhagen im rbb Fernsehen die Abendshow.
Im Jahr 2022 begleitete er als Reporter Die Ärzte bei ihrer Berlin-Tour im ARD-Podcast Diese eine Liebe – 40 Jahre Die Ärzte.

## Schriften
- Zs. mit Kerstin Topp (Hrsg.): Die 90er. Alles wird sich ändern, wenn wir groß sind. Ein Fritz-Buch. Parthas, 2004, ISBN 3-936324-25-5

| Personendaten    | Personendaten       |
| ---------------- | ------------------- |
| NAME             | Seiffert, Marco     |
| KURZBESCHREIBUNG | deutscher Moderator |
| GEBURTSDATUM     | 24. April 1971      |
| GEBURTSORT       | West-Berlin         |